# Ústí nad Labem hlavní nádraží
Ústí nad Labem hlavní nádraží (Ústí nad Labem főpályaudvar) egy csehországi vasútállomás, Ústí nad Labem városban, a központtól délre.

## Vasútvonalak
Az állomást az alábbi vasútvonalak érintik:
- Ústí nad Labem–Chomutov-vasútvonal
- Ústí nad Labem–Bílina-vasútvonal
- Prága–Děčín-vasútvonal

## Szomszédos állomások
A vasútállomáshoz az alábbi állomások vannak a legközelebb:
- Dolní Zálezly (Praha hlavní nádraží, Prága–Děčín-vasútvonal)
- Ústí nad Labem sever (Děčín hlavní nádraží, Prága–Děčín-vasútvonal)
- Ústí nad Labem západ (Chomutov, Ústí nad Labem–Chomutov-vasútvonal)
- Ústí nad Labem západ (Bílina, Ústí nad Labem–Bílina-vasútvonal)

## Fordítás
- Ez a szócikk részben vagy egészben  az   Ústí nad Labem hlavní nádraží című lengyel Wikipédia-szócikk fordításán alapul.  Az eredeti cikk szerkesztőit annak laptörténete sorolja fel. Ez a jelzés csupán a megfogalmazás eredetét és a szerzői jogokat jelzi, nem szolgál a cikkben szereplő információk forrásmegjelöléseként.
- Ez a szócikk részben vagy egészben  az   Ústí nad Labem hlavní nádraží című cseh Wikipédia-szócikk fordításán alapul.  Az eredeti cikk szerkesztőit annak laptörténete sorolja fel. Ez a jelzés csupán a megfogalmazás eredetét és a szerzői jogokat jelzi, nem szolgál a cikkben szereplő információk forrásmegjelöléseként.